# Tour de Catalogne 2018
Le Tour de Catalogne 2018 est la 98e édition de cette course cycliste masculine sur route. Il a lieu du 19 au 25 mars 2018 en Catalogne, en Espagne, et fait partie du calendrier UCI World Tour 2018 en catégorie 2.UWT.

## Présentation
Le Tour de Catalogne connaît en 2018 sa 98e édition. Il est organisé par la Volta Ciclista a Catalunya Asociación Deportiva depuis 2007 et fait partie du calendrier de l'UCI World Tour depuis 2006.

### Équipes
Le Tour de Catalogne étant inscrit au calendrier de l'UCI World Tour, les dix-huit « World Teams » y participent. Sept équipes continentales professionnelles ont reçu leur invitation en janvier.
| WorldTeams (18)- Lotto Soudal - Mitchelton-Scott - Trek-Segafredo - Lotto NL-Jumbo - AG2R La Mondiale - Groupama-FDJ - Bahrain-Merida - UAE Team Emirates - Team Sunweb - Quick-Step Floors - EF Education First-Drapac p/b Cannondale - Bora-Hansgrohe - Astana - Katusha-Alpecin - Dimension Data - Sky - BMC Racing Team - Movistar Team Équipes continentales professionnelles (7)- Burgos-BH - Euskadi Basque Country-Murias - Caja Rural-Seguros RGA - Cofidis, Solutions Crédits - Fortuneo-Samsic - Manzana Postobón - Israel Cycling Academy |
| |

### Parcours
Le Tour de Catalogne revient à un parcours « traditionnel » après une édition 2017 qui a vu l'addition d'une étape contre-la-montre par équipe et une étape de montagne particulièrement difficile. Il commence par une étape habituelle en circuit autour de la station balnéaire de Calella. Le lendemain, le parcours accidenté amène les coureurs de Mataró, sur la côte, à Valls, à l'intérieur de terres. Les deux étapes suivantes sont les deux étapes de montagne de ce Tour de Catalogne. La troisième étape, considérée comme la plus difficile de la course, arrive à Vallter 2000 après 14 kilomètres d'ascension. Le lendemain, le Tour de Catalogne arrive pour la cinquième année consécutive à La Molina. Les trois dernières étapes sont peu susceptibles de modifier le classement général. La cinquième étape, considérée comme une étape de moyenne montagne, va de Llivia à Vielha. Le parcours de la sixième est propice à un sprint final à Torrefarrera. Enfin le Tour de Catalogne se termine avec un parcours classique en circuit à Montjuïc, à Barcelone.

### Favoris
L'équipe Movistar apparaît comme la favorite de la course en alignant les deux derniers vainqueurs, Nairo Quintana et Alejandro Valverde. Ils sont accompagnés par Marc Soler, récent vainqueur de Paris-Nice et susceptible d'être un leader de substitution. La formation Mitchelton-Scott est également présente avec ses trois leaders de courses par étapes : Fabio Aru et Daniel Martin (UAE Team Emirates), Esteban Chaves, Adam et Simon Yates. Les autres favoris de la course sont Warren Barguil (Fortuneo-Samsic), Sergio Henao (Sky), Robert Gesink et Steven Kruijswijk (LottoNL-Jumbo), Louis Meintjes (Dimension Data), Thibaut Pinot (Groupama-FDJ), Rigoberto Urán et Michael Woods (EF Education First-Drapac), Tejay van Garderen (BMC) et Tim Wellens (Lotto-Soudal).
Parmi les sprinteurs présents figurent notamment Sam Bennett et Nacer Bouhanni.

## Étapes
| Étape     | Date    | Villes étapes                     | type                      | Distance (km) | Vainqueur d'étape     | Leader du classement général |
| --------- | ------- | --------------------------------- | ------------------------- | ------------- | --------------------- | ---------------------------- |
| 1re étape | 19 mars | Calella – Calella                 | étape de moyenne montagne | 152,3         | Álvaro Hodeg          | Álvaro Hodeg                 |
| 2e étape  | 20 mars | Mataró – Valls                    | étape de moyenne montagne | 175,6         | Alejandro Valverde    | Alejandro Valverde           |
| 3e étape  | 21 mars | Sant Cugat del Vallès – Camprodon | étape de montagne         | 153,2         | Thomas De Gendt       | Thomas De Gendt              |
| 4e étape  | 22 mars | Llanars – La Molina               | étape de montagne         | 170,8         | Alejandro Valverde    | Alejandro Valverde           |
| 5e étape  | 23 mars | Llívia – Vielha e Mijaran         | étape de moyenne montagne | 212,9         | Jarlinson Pantano     | Alejandro Valverde           |
| 6e étape  | 24 mars | Pobla de Segur – Torrefarrera     | étape vallonnée           | 117           | Maximilian Schachmann | Alejandro Valverde           |
| 7e étape  | 25 mars | Barcelone – Barcelone             | étape de moyenne montagne | 154,8         | Simon Yates           | Alejandro Valverde           |

## Déroulement de la course

### 1reétape
| Classement | Classement         | Classement | Classement             | Classement         |
|            | Coureur            | Pays       | Équipe                 | Temps              |
| ---------- | ------------------ | ---------- | ---------------------- | ------------------ |
| 1er        | Álvaro Hodeg       | Colombie   | Quick-Step Floors      | en 3 h 39 min 31 s |
| 2e         | Sam Bennett        | Irlande    | Bora-Hansgrohe         | + 0 s              |
| 3e         | Jay McCarthy       | Australie  | Bora-Hansgrohe         | + 0 s              |
| 4e         | Michael Mørkøv     | Danemark   | Quick-Step Floors      | + 0 s              |
| 5e         | Roberto Ferrari    | Italie     | UAE Emirates           | + 0 s              |
| 6e         | Niccolò Bonifazio  | Italie     | Bahrain-Merida         | + 0 s              |
| 7e         | Nacer Bouhanni     | France     | Cofidis                | + 0 s              |
| 8e         | Alejandro Valverde | Espagne    | Movistar               | + 0 s              |
| 9e         | Matej Mohorič      | Slovénie   | Bahrain-Merida         | + 0 s              |
| 10e        | Zakkari Dempster   | Australie  | Israel Cycling Academy | + 0 s              |
| modifier   |                    |            |                        |                    |

| \| Classement général \| Classement général \| Classement général \| Classement général \| Classement général \| \| Coureur \| Coureur \| Pays \| Équipe \| Temps \| \| ------------------ \| ------------------ \| ------------------ \| -------------------------- \| ------------------ \| \| 1er \| Álvaro Hodeg \| Colombie \| Quick-Step Floors \| 3 h 39 min 21 s \| \| 2e \| Sam Bennett \| Irlande \| Bora-Hansgrohe \| + 4 s \| \| 3e \| Andriy Grivko \| Ukraine \| Astana \| + 5 s \| \| 4e \| Jay McCarthy \| Australie \| Bora-Hansgrohe \| + 6 s \| \| 5e \| Michael Mørkøv \| Danemark \| Quick-Step Floors \| + 10 s \| \| 6e \| Roberto Ferrari \| Italie \| UAE Team Emirates \| + 10 s \| \| 7e \| Niccolò Bonifazio \| Italie \| Bahrain-Merida \| + 10 s \| \| 8e \| Nacer Bouhanni \| France \| Cofidis, Solutions Crédits \| + 10 s \| \| 9e \| Alejandro Valverde \| Espagne \| Movistar Team \| + 10 s \| \| 10e \| Matej Mohorič \| Slovénie \| Bahrain-Merida \| + 10 s \| |                    |           |                            |                 |
| |                    |           |                            |                 |
| Source : ProCyclingStats |                    |           |                            |                 |
| Classement général |                    |           |                            |                 |
| Coureur | Coureur            | Pays      | Équipe                     | Temps           |
| 1er | Álvaro Hodeg       | Colombie  | Quick-Step Floors          | 3 h 39 min 21 s |
| 2e | Sam Bennett        | Irlande   | Bora-Hansgrohe             | + 4 s           |
| 3e | Andriy Grivko      | Ukraine   | Astana                     | + 5 s           |
| 4e | Jay McCarthy       | Australie | Bora-Hansgrohe             | + 6 s           |
| 5e | Michael Mørkøv     | Danemark  | Quick-Step Floors          | + 10 s          |
| 6e | Roberto Ferrari    | Italie    | UAE Team Emirates          | + 10 s          |
| 7e | Niccolò Bonifazio  | Italie    | Bahrain-Merida             | + 10 s          |
| 8e | Nacer Bouhanni     | France    | Cofidis, Solutions Crédits | + 10 s          |
| 9e | Alejandro Valverde | Espagne   | Movistar Team              | + 10 s          |
| 10e | Matej Mohorič      | Slovénie  | Bahrain-Merida             | + 10 s          |

### 2eétape
Alejandro Valverde (Movistar) s'impose au sprint, devant Daryl Impey (Mitchelton-Scott), Jay McCarthy (Bora-Hansgrohe) et une centaine de coureurs. Alvaro Hodeg (Quick-Step Floors) ayant été distancé dans la dernière difficulté, Valverde prend la tête du classement général,.
| Classement | Classement         | Classement     | Classement                | Classement         |
|            | Coureur            | Pays           | Équipe                    | Temps              |
| ---------- | ------------------ | -------------- | ------------------------- | ------------------ |
| 1er        | Alejandro Valverde | Espagne        | Movistar                  | en 4 h 41 min 50 s |
| 2e         | Daryl Impey        | Afrique du Sud | Mitchelton-Scott          | + 0 s              |
| 3e         | Jay McCarthy       | Australie      | Bora-Hansgrohe            | + 0 s              |
| 4e         | Egan Bernal        | Colombie       | Sky                       | + 0 s              |
| 5e         | Matej Mohorič      | Slovénie       | Bahrain-Merida            | + 0 s              |
| 6e         | Enrico Gasparotto  | Italie         | Bahrain-Merida            | + 0 s              |
| 7e         | José Joaquín Rojas | Espagne        | Movistar                  | + 0 s              |
| 8e         | Tao Geoghegan Hart | Royaume-Uni    | Sky                       | + 0 s              |
| 9e         | Toms Skujiņš       | Lettonie       | Trek-Segafredo            | + 0 s              |
| 10e        | Alex Howes         | États-Unis     | EF Education First-Drapac | + 0 s              |
| modifier   |                    |                |                           |                    |

| \| Classement général \| Classement général \| Classement général \| Classement général \| Classement général \| \| Coureur \| Coureur \| Pays \| Équipe \| Temps \| \| ------------------ \| ------------------ \| ------------------ \| ------------------ \| ------------------ \| \| 1er \| Alejandro Valverde \| Espagne \| Movistar Team \| 8 h 21 min 09 s \| \| 2e \| Jay McCarthy \| Australie \| Bora-Hansgrohe \| + 4 s \| \| 3e \| Daryl Impey \| Afrique du Sud \| Mitchelton-Scott \| + 6 s \| \| 4e \| Nairo Quintana \| Colombie \| Movistar Team \| + 11 s \| \| 5e \| Matej Mohorič \| Slovénie \| Bahrain-Merida \| + 12 s \| \| 6e \| Bob Jungels \| Luxembourg \| Quick-Step Floors \| + 12 s \| \| 7e \| Eduard Prades \| Espagne \| Euskadi-Murias \| + 12 s \| \| 8e \| Enrico Gasparotto \| Italie \| Bahrain-Merida \| + 12 s \| \| 9e \| Jordi Simón \| Espagne \| Burgos-BH \| + 12 s \| \| 10e \| Egan Bernal \| Colombie \| Team Sky \| + 12 s \| |                    |                |                   |                 |
| |                    |                |                   |                 |
| Source : ProCyclingStats |                    |                |                   |                 |
| Classement général |                    |                |                   |                 |
| Coureur | Coureur            | Pays           | Équipe            | Temps           |
| 1er | Alejandro Valverde | Espagne        | Movistar Team     | 8 h 21 min 09 s |
| 2e | Jay McCarthy       | Australie      | Bora-Hansgrohe    | + 4 s           |
| 3e | Daryl Impey        | Afrique du Sud | Mitchelton-Scott  | + 6 s           |
| 4e | Nairo Quintana     | Colombie       | Movistar Team     | + 11 s          |
| 5e | Matej Mohorič      | Slovénie       | Bahrain-Merida    | + 12 s          |
| 6e | Bob Jungels        | Luxembourg     | Quick-Step Floors | + 12 s          |
| 7e | Eduard Prades      | Espagne        | Euskadi-Murias    | + 12 s          |
| 8e | Enrico Gasparotto  | Italie         | Bahrain-Merida    | + 12 s          |
| 9e | Jordi Simón        | Espagne        | Burgos-BH         | + 12 s          |
| 10e | Egan Bernal        | Colombie       | Team Sky          | + 12 s          |

### 3eétape
| \| Classement de l'étape \| Classement de l'étape \| Classement de l'étape \| Classement de l'étape \| Classement de l'étape \| \| Coureur \| Coureur \| Pays \| Équipe \| Temps \| \| --------------------- \| --------------------- \| --------------------- \| --------------------- \| --------------------- \| \| 1er \| Thomas De Gendt \| Belgique \| Lotto-Soudal \| 4 h 13 min 48 s \| \| 2e \| Simon Yates \| Royaume-Uni \| Mitchelton-Scott \| + 20 s \| \| 3e \| Thibaut Pinot \| France \| Groupama-FDJ \| + 20 s \| \| 4e \| Mathias Frank \| Suisse \| AG2R La Mondiale \| + 20 s \| \| 5e \| Nairo Quintana \| Colombie \| Movistar Team \| + 20 s \| \| 6e \| Giovanni Visconti \| Italie \| Bahrain-Merida \| + 20 s \| \| 7e \| Maximilian Schachmann \| Allemagne \| Quick-Step Floors \| + 20 s \| \| 8e \| Egan Bernal \| Colombie \| Team Sky \| + 20 s \| \| 9e \| Matej Mohorič \| Slovénie \| Bahrain-Merida \| + 20 s \| \| 10e \| Bob Jungels \| Luxembourg \| Quick-Step Floors \| + 20 s \| |                       |             |                   |                 |
| |                       |             |                   |                 |
| Source : ProCyclingStats |                       |             |                   |                 |
| Classement de l'étape |                       |             |                   |                 |
| Coureur | Coureur               | Pays        | Équipe            | Temps           |
| 1er | Thomas De Gendt       | Belgique    | Lotto-Soudal      | 4 h 13 min 48 s |
| 2e | Simon Yates           | Royaume-Uni | Mitchelton-Scott  | + 20 s          |
| 3e | Thibaut Pinot         | France      | Groupama-FDJ      | + 20 s          |
| 4e | Mathias Frank         | Suisse      | AG2R La Mondiale  | + 20 s          |
| 5e | Nairo Quintana        | Colombie    | Movistar Team     | + 20 s          |
| 6e | Giovanni Visconti     | Italie      | Bahrain-Merida    | + 20 s          |
| 7e | Maximilian Schachmann | Allemagne   | Quick-Step Floors | + 20 s          |
| 8e | Egan Bernal           | Colombie    | Team Sky          | + 20 s          |
| 9e | Matej Mohorič         | Slovénie    | Bahrain-Merida    | + 20 s          |
| 10e | Bob Jungels           | Luxembourg  | Quick-Step Floors | + 20 s          |

| \| Classement général \| Classement général \| Classement général \| Classement général \| Classement général \| \| Coureur \| Coureur \| Pays \| Équipe \| Temps \| \| ------------------ \| ------------------ \| ------------------ \| ------------------ \| ------------------ \| \| 1er \| Thomas De Gendt \| Belgique \| Lotto-Soudal \| 12 h 34 min 54 s \| \| 2e \| Alejandro Valverde \| Espagne \| Movistar Team \| + 23 s \| \| 3e \| Jay McCarthy \| Australie \| Bora-Hansgrohe \| + 27 s \| \| 4e \| Daryl Impey \| Afrique du Sud \| Mitchelton-Scott \| + 29 s \| \| 5e \| Simon Yates \| Royaume-Uni \| Mitchelton-Scott \| + 29 s \| \| 6e \| Thibaut Pinot \| France \| Groupama-FDJ \| + 31 s \| \| 7e \| Nairo Quintana \| Colombie \| Movistar Team \| + 34 s \| \| 8e \| Matej Mohorič \| Slovénie \| Bahrain-Merida \| + 35 s \| \| 9e \| Bob Jungels \| Luxembourg \| Quick-Step Floors \| + 35 s \| \| 10e \| Eduard Prades \| Espagne \| Euskadi-Murias \| + 35 s \| |                    |                |                   |                  |
| |                    |                |                   |                  |
| Source : ProCyclingStats |                    |                |                   |                  |
| Classement général |                    |                |                   |                  |
| Coureur | Coureur            | Pays           | Équipe            | Temps            |
| 1er | Thomas De Gendt    | Belgique       | Lotto-Soudal      | 12 h 34 min 54 s |
| 2e | Alejandro Valverde | Espagne        | Movistar Team     | + 23 s           |
| 3e | Jay McCarthy       | Australie      | Bora-Hansgrohe    | + 27 s           |
| 4e | Daryl Impey        | Afrique du Sud | Mitchelton-Scott  | + 29 s           |
| 5e | Simon Yates        | Royaume-Uni    | Mitchelton-Scott  | + 29 s           |
| 6e | Thibaut Pinot      | France         | Groupama-FDJ      | + 31 s           |
| 7e | Nairo Quintana     | Colombie       | Movistar Team     | + 34 s           |
| 8e | Matej Mohorič      | Slovénie       | Bahrain-Merida    | + 35 s           |
| 9e | Bob Jungels        | Luxembourg     | Quick-Step Floors | + 35 s           |
| 10e | Eduard Prades      | Espagne        | Euskadi-Murias    | + 35 s           |

### 4eétape
| \| Classement de l'étape \| Classement de l'étape \| Classement de l'étape \| Classement de l'étape \| Classement de l'étape \| \| Coureur \| Coureur \| Pays \| Équipe \| Temps \| \| --------------------- \| --------------------- \| --------------------- \| ------------------------- \| --------------------- \| \| 1er \| Alejandro Valverde \| Espagne \| Movistar Team \| 4 h 25 min 54 s \| \| 2e \| Egan Bernal \| Colombie \| Team Sky \| + 0 s \| \| 3e \| Nairo Quintana \| Colombie \| Movistar Team \| + 6 s \| \| 4e \| Pierre Latour \| France \| AG2R La Mondiale \| + 23 s \| \| 5e \| Thibaut Pinot \| France \| Groupama-FDJ \| + 53 s \| \| 6e \| Marc Soler \| Espagne \| Movistar Team \| + 53 s \| \| 7e \| Simon Yates \| Royaume-Uni \| Mitchelton-Scott \| + 53 s \| \| 8e \| George Bennett \| Nouvelle-Zélande \| LottoNL-Jumbo \| + 55 s \| \| 9e \| Hugh Carthy \| Royaume-Uni \| EF Education First-Drapac \| + 59 s \| \| 10e \| Daniel Martínez \| Colombie \| EF Education First-Drapac \| + 1 min 03 s \| |                    |                  |                           |                 |
| |                    |                  |                           |                 |
| Source : ProCyclingStats |                    |                  |                           |                 |
| Classement de l'étape |                    |                  |                           |                 |
| Coureur | Coureur            | Pays             | Équipe                    | Temps           |
| 1er | Alejandro Valverde | Espagne          | Movistar Team             | 4 h 25 min 54 s |
| 2e | Egan Bernal        | Colombie         | Team Sky                  | + 0 s           |
| 3e | Nairo Quintana     | Colombie         | Movistar Team             | + 6 s           |
| 4e | Pierre Latour      | France           | AG2R La Mondiale          | + 23 s          |
| 5e | Thibaut Pinot      | France           | Groupama-FDJ              | + 53 s          |
| 6e | Marc Soler         | Espagne          | Movistar Team             | + 53 s          |
| 7e | Simon Yates        | Royaume-Uni      | Mitchelton-Scott          | + 53 s          |
| 8e | George Bennett     | Nouvelle-Zélande | LottoNL-Jumbo             | + 55 s          |
| 9e | Hugh Carthy        | Royaume-Uni      | EF Education First-Drapac | + 59 s          |
| 10e | Daniel Martínez    | Colombie         | EF Education First-Drapac | + 1 min 03 s    |

| \| Classement général \| Classement général \| Classement général \| Classement général \| Classement général \| \| Coureur \| Coureur \| Pays \| Équipe \| Temps \| \| ------------------ \| ------------------ \| ------------------ \| ------------------------- \| ------------------ \| \| 1er \| Alejandro Valverde \| Espagne \| Movistar Team \| 17 h 00 min 58 s \| \| 2e \| Egan Bernal \| Colombie \| Team Sky \| + 19 s \| \| 3e \| Nairo Quintana \| Colombie \| Movistar Team \| + 26 s \| \| 4e \| Pierre Latour \| France \| AG2R La Mondiale \| + 48 s \| \| 5e \| Simon Yates \| Royaume-Uni \| Mitchelton-Scott \| + 1 min 12 s \| \| 6e \| Thibaut Pinot \| France \| Groupama-FDJ \| + 1 min 14 s \| \| 7e \| Marc Soler \| Espagne \| Movistar Team \| + 1 min 18 s \| \| 8e \| George Bennett \| Nouvelle-Zélande \| LottoNL-Jumbo \| + 1 min 20 s \| \| 9e \| Hugh Carthy \| Royaume-Uni \| EF Education First-Drapac \| + 1 min 24 s \| \| 10e \| Steven Kruijswijk \| Pays-Bas \| LottoNL-Jumbo \| + 1 min 28 s \| |                    |                  |                           |                  |
| |                    |                  |                           |                  |
| Source : ProCyclingStats |                    |                  |                           |                  |
| Classement général |                    |                  |                           |                  |
| Coureur | Coureur            | Pays             | Équipe                    | Temps            |
| 1er | Alejandro Valverde | Espagne          | Movistar Team             | 17 h 00 min 58 s |
| 2e | Egan Bernal        | Colombie         | Team Sky                  | + 19 s           |
| 3e | Nairo Quintana     | Colombie         | Movistar Team             | + 26 s           |
| 4e | Pierre Latour      | France           | AG2R La Mondiale          | + 48 s           |
| 5e | Simon Yates        | Royaume-Uni      | Mitchelton-Scott          | + 1 min 12 s     |
| 6e | Thibaut Pinot      | France           | Groupama-FDJ              | + 1 min 14 s     |
| 7e | Marc Soler         | Espagne          | Movistar Team             | + 1 min 18 s     |
| 8e | George Bennett     | Nouvelle-Zélande | LottoNL-Jumbo             | + 1 min 20 s     |
| 9e | Hugh Carthy        | Royaume-Uni      | EF Education First-Drapac | + 1 min 24 s     |
| 10e | Steven Kruijswijk  | Pays-Bas         | LottoNL-Jumbo             | + 1 min 28 s     |

### 5eétape
| \| Classement de l'étape \| Classement de l'étape \| Classement de l'étape \| Classement de l'étape \| Classement de l'étape \| \| Coureur \| Coureur \| Pays \| Équipe \| Temps \| \| --------------------- \| --------------------- \| --------------------- \| -------------------------- \| --------------------- \| \| 1er \| Jarlinson Pantano \| Colombie \| Trek-Segafredo \| 5 h 20 min 53 s \| \| 2e \| Vegard Stake Laengen \| Norvège \| UAE Team Emirates \| + 0 s \| \| 3e \| Matej Mohorič \| Slovénie \| Bahrain-Merida \| + 10 s \| \| 4e \| Giovanni Visconti \| Italie \| Bahrain-Merida \| + 10 s \| \| 5e \| Danilo Wyss \| Suisse \| BMC Racing Team \| + 10 s \| \| 6e \| Sergey Chernetskiy \| Russie \| Astana \| + 12 s \| \| 7e \| José Joaquín Rojas \| Espagne \| Movistar Team \| + 14 s \| \| 8e \| Alejandro Valverde \| Espagne \| Movistar Team \| + 14 s \| \| 9e \| Dorian Godon \| France \| Cofidis, Solutions Crédits \| + 14 s \| \| 10e \| Bjorg Lambrecht \| Belgique \| Lotto-Soudal \| + 14 s \| |                      |          |                            |                 |
| |                      |          |                            |                 |
| Source : ProCyclingStats |                      |          |                            |                 |
| Classement de l'étape |                      |          |                            |                 |
| Coureur | Coureur              | Pays     | Équipe                     | Temps           |
| 1er | Jarlinson Pantano    | Colombie | Trek-Segafredo             | 5 h 20 min 53 s |
| 2e | Vegard Stake Laengen | Norvège  | UAE Team Emirates          | + 0 s           |
| 3e | Matej Mohorič        | Slovénie | Bahrain-Merida             | + 10 s          |
| 4e | Giovanni Visconti    | Italie   | Bahrain-Merida             | + 10 s          |
| 5e | Danilo Wyss          | Suisse   | BMC Racing Team            | + 10 s          |
| 6e | Sergey Chernetskiy   | Russie   | Astana                     | + 12 s          |
| 7e | José Joaquín Rojas   | Espagne  | Movistar Team              | + 14 s          |
| 8e | Alejandro Valverde   | Espagne  | Movistar Team              | + 14 s          |
| 9e | Dorian Godon         | France   | Cofidis, Solutions Crédits | + 14 s          |
| 10e | Bjorg Lambrecht      | Belgique | Lotto-Soudal               | + 14 s          |

| \| Classement général \| Classement général \| Classement général \| Classement général \| Classement général \| \| Coureur \| Coureur \| Pays \| Équipe \| Temps \| \| ------------------ \| ------------------ \| ------------------ \| ------------------------- \| ------------------ \| \| 1er \| Alejandro Valverde \| Espagne \| Movistar Team \| 22 h 22 min 05 s \| \| 2e \| Egan Bernal \| Colombie \| Team Sky \| + 16 s \| \| 3e \| Nairo Quintana \| Colombie \| Movistar Team \| + 26 s \| \| 4e \| Pierre Latour \| France \| AG2R La Mondiale \| + 48 s \| \| 5e \| Simon Yates \| Royaume-Uni \| Mitchelton-Scott \| + 1 min 12 s \| \| 6e \| Marc Soler \| Espagne \| Movistar Team \| + 1 min 18 s \| \| 7e \| George Bennett \| Nouvelle-Zélande \| LottoNL-Jumbo \| + 1 min 20 s \| \| 8e \| Hugh Carthy \| Royaume-Uni \| EF Education First-Drapac \| + 1 min 24 s \| \| 9e \| Daniel Martínez \| Colombie \| EF Education First-Drapac \| + 1 min 26 s \| \| 10e \| Jesper Hansen \| Danemark \| Astana \| + 1 min 28 s \| |                    |                  |                           |                  |
| |                    |                  |                           |                  |
| Source : ProCyclingStats |                    |                  |                           |                  |
| Classement général |                    |                  |                           |                  |
| Coureur | Coureur            | Pays             | Équipe                    | Temps            |
| 1er | Alejandro Valverde | Espagne          | Movistar Team             | 22 h 22 min 05 s |
| 2e | Egan Bernal        | Colombie         | Team Sky                  | + 16 s           |
| 3e | Nairo Quintana     | Colombie         | Movistar Team             | + 26 s           |
| 4e | Pierre Latour      | France           | AG2R La Mondiale          | + 48 s           |
| 5e | Simon Yates        | Royaume-Uni      | Mitchelton-Scott          | + 1 min 12 s     |
| 6e | Marc Soler         | Espagne          | Movistar Team             | + 1 min 18 s     |
| 7e | George Bennett     | Nouvelle-Zélande | LottoNL-Jumbo             | + 1 min 20 s     |
| 8e | Hugh Carthy        | Royaume-Uni      | EF Education First-Drapac | + 1 min 24 s     |
| 9e | Daniel Martínez    | Colombie         | EF Education First-Drapac | + 1 min 26 s     |
| 10e | Jesper Hansen      | Danemark         | Astana                    | + 1 min 28 s     |

### 6eétape
| \| Classement de l'étape \| Classement de l'étape \| Classement de l'étape \| Classement de l'étape \| Classement de l'étape \| \| Coureur \| Coureur \| Pays \| Équipe \| Temps \| \| --------------------- \| --------------------- \| --------------------- \| --------------------- \| --------------------- \| \| 1er \| Maximilian Schachmann \| Allemagne \| Quick-Step Floors \| 2 h 34 min 25 s \| \| 2e \| Diego Rubio \| Espagne \| Burgos-BH \| + 0 s \| \| 3e \| Sam Bennett \| Irlande \| Bora-Hansgrohe \| + 18 s \| \| 4e \| Matej Mohorič \| Slovénie \| Bahrain-Merida \| + 18 s \| \| 5e \| Roberto Ferrari \| Italie \| UAE Team Emirates \| + 18 s \| \| 6e \| Enrique Sanz \| Espagne \| Euskadi-Murias \| + 18 s \| \| 7e \| Egan Bernal \| Colombie \| Team Sky \| + 18 s \| \| 8e \| Danilo Wyss \| Suisse \| BMC Racing Team \| + 18 s \| \| 9e \| José Joaquín Rojas \| Espagne \| Movistar Team \| + 18 s \| \| 10e \| Benoît Jarrier \| France \| Fortuneo-Samsic \| + 18 s \| |                       |           |                   |                 |
| |                       |           |                   |                 |
| Source : ProCyclingStats |                       |           |                   |                 |
| Classement de l'étape |                       |           |                   |                 |
| Coureur | Coureur               | Pays      | Équipe            | Temps           |
| 1er | Maximilian Schachmann | Allemagne | Quick-Step Floors | 2 h 34 min 25 s |
| 2e | Diego Rubio           | Espagne   | Burgos-BH         | + 0 s           |
| 3e | Sam Bennett           | Irlande   | Bora-Hansgrohe    | + 18 s          |
| 4e | Matej Mohorič         | Slovénie  | Bahrain-Merida    | + 18 s          |
| 5e | Roberto Ferrari       | Italie    | UAE Team Emirates | + 18 s          |
| 6e | Enrique Sanz          | Espagne   | Euskadi-Murias    | + 18 s          |
| 7e | Egan Bernal           | Colombie  | Team Sky          | + 18 s          |
| 8e | Danilo Wyss           | Suisse    | BMC Racing Team   | + 18 s          |
| 9e | José Joaquín Rojas    | Espagne   | Movistar Team     | + 18 s          |
| 10e | Benoît Jarrier        | France    | Fortuneo-Samsic   | + 18 s          |

| \| Classement général \| Classement général \| Classement général \| Classement général \| Classement général \| \| Coureur \| Coureur \| Pays \| Équipe \| Temps \| \| ------------------ \| ------------------ \| ------------------ \| ------------------------- \| ------------------ \| \| 1er \| Alejandro Valverde \| Espagne \| Movistar Team \| 24 h 56 min 48 s \| \| 2e \| Egan Bernal \| Colombie \| Team Sky \| + 16 s \| \| 3e \| Nairo Quintana \| Colombie \| Movistar Team \| + 26 s \| \| 4e \| Pierre Latour \| France \| AG2R La Mondiale \| + 48 s \| \| 5e \| Simon Yates \| Royaume-Uni \| Mitchelton-Scott \| + 1 min 12 s \| \| 6e \| Marc Soler \| Espagne \| Movistar Team \| + 1 min 18 s \| \| 7e \| George Bennett \| Nouvelle-Zélande \| LottoNL-Jumbo \| + 1 min 20 s \| \| 8e \| Hugh Carthy \| Royaume-Uni \| EF Education First-Drapac \| + 1 min 24 s \| \| 9e \| Daniel Martínez \| Colombie \| EF Education First-Drapac \| + 1 min 26 s \| \| 10e \| Jesper Hansen \| Danemark \| Astana \| + 1 min 28 s \| |                    |                  |                           |                  |
| |                    |                  |                           |                  |
| Source : ProCyclingStats |                    |                  |                           |                  |
| Classement général |                    |                  |                           |                  |
| Coureur | Coureur            | Pays             | Équipe                    | Temps            |
| 1er | Alejandro Valverde | Espagne          | Movistar Team             | 24 h 56 min 48 s |
| 2e | Egan Bernal        | Colombie         | Team Sky                  | + 16 s           |
| 3e | Nairo Quintana     | Colombie         | Movistar Team             | + 26 s           |
| 4e | Pierre Latour      | France           | AG2R La Mondiale          | + 48 s           |
| 5e | Simon Yates        | Royaume-Uni      | Mitchelton-Scott          | + 1 min 12 s     |
| 6e | Marc Soler         | Espagne          | Movistar Team             | + 1 min 18 s     |
| 7e | George Bennett     | Nouvelle-Zélande | LottoNL-Jumbo             | + 1 min 20 s     |
| 8e | Hugh Carthy        | Royaume-Uni      | EF Education First-Drapac | + 1 min 24 s     |
| 9e | Daniel Martínez    | Colombie         | EF Education First-Drapac | + 1 min 26 s     |
| 10e | Jesper Hansen      | Danemark         | Astana                    | + 1 min 28 s     |

### 7eétape
| \| Classement de l'étape \| Classement de l'étape \| Classement de l'étape \| Classement de l'étape \| Classement de l'étape \| \| Coureur \| Coureur \| Pays \| Équipe \| Temps \| \| --------------------- \| --------------------- \| --------------------- \| --------------------- \| --------------------- \| \| 1er \| Simon Yates \| Royaume-Uni \| Mitchelton-Scott \| 3 h 28 min 04 s \| \| 2e \| Marc Soler \| Espagne \| Movistar Team \| + 13 s \| \| 3e \| Pierre Latour \| France \| AG2R La Mondiale \| + 18 s \| \| 4e \| Jarlinson Pantano \| Colombie \| Trek-Segafredo \| + 18 s \| \| 5e \| Jay McCarthy \| Australie \| Bora-Hansgrohe \| + 18 s \| \| 6e \| Matej Mohorič \| Slovénie \| Bahrain-Merida \| + 18 s \| \| 7e \| Steven Kruijswijk \| Pays-Bas \| LottoNL-Jumbo \| + 18 s \| \| 8e \| Warren Barguil \| France \| Fortuneo-Samsic \| + 18 s \| \| 9e \| Alejandro Valverde \| Espagne \| Movistar Team \| + 18 s \| \| 10e \| George Bennett \| Nouvelle-Zélande \| LottoNL-Jumbo \| + 18 s \| |                    |                  |                  |                 |
| |                    |                  |                  |                 |
| Source : ProCyclingStats |                    |                  |                  |                 |
| Classement de l'étape |                    |                  |                  |                 |
| Coureur | Coureur            | Pays             | Équipe           | Temps           |
| 1er | Simon Yates        | Royaume-Uni      | Mitchelton-Scott | 3 h 28 min 04 s |
| 2e | Marc Soler         | Espagne          | Movistar Team    | + 13 s          |
| 3e | Pierre Latour      | France           | AG2R La Mondiale | + 18 s          |
| 4e | Jarlinson Pantano  | Colombie         | Trek-Segafredo   | + 18 s          |
| 5e | Jay McCarthy       | Australie        | Bora-Hansgrohe   | + 18 s          |
| 6e | Matej Mohorič      | Slovénie         | Bahrain-Merida   | + 18 s          |
| 7e | Steven Kruijswijk  | Pays-Bas         | LottoNL-Jumbo    | + 18 s          |
| 8e | Warren Barguil     | France           | Fortuneo-Samsic  | + 18 s          |
| 9e | Alejandro Valverde | Espagne          | Movistar Team    | + 18 s          |
| 10e | George Bennett     | Nouvelle-Zélande | LottoNL-Jumbo    | + 18 s          |

## Classements finals

### Classement général final
| \| Classement général \| Classement général \| Classement général \| Classement général \| Classement général \| \| Coureur \| Coureur \| Pays \| Équipe \| Temps \| \| ------------------ \| ------------------ \| ------------------ \| ------------------------- \| ------------------ \| \| 1er \| Alejandro Valverde \| Espagne \| Movistar Team \| 28 h 25 min 07 s \| \| 2e \| Nairo Quintana \| Colombie \| Movistar Team \| + 29 s \| \| 3e \| Pierre Latour \| France \| AG2R La Mondiale \| + 47 s \| \| 4e \| Simon Yates \| Royaume-Uni \| Mitchelton-Scott \| + 47 s \| \| 5e \| Marc Soler \| Espagne \| Movistar Team \| + 1 min 10 s \| \| 6e \| George Bennett \| Nouvelle-Zélande \| LottoNL-Jumbo \| + 1 min 23 s \| \| 7e \| Daniel Martínez \| Colombie \| EF Education First-Drapac \| + 1 min 29 s \| \| 8e \| Steven Kruijswijk \| Pays-Bas \| LottoNL-Jumbo \| + 1 min 31 s \| \| 9e \| Jesper Hansen \| Danemark \| Astana \| + 1 min 31 s \| \| 10e \| Thibaut Pinot \| France \| Groupama-FDJ \| + 1 min 34 s \| |                    |                  |                           |                  |
| |                    |                  |                           |                  |
| Source : ProCyclingStats |                    |                  |                           |                  |
| Classement général |                    |                  |                           |                  |
| Coureur | Coureur            | Pays             | Équipe                    | Temps            |
| 1er | Alejandro Valverde | Espagne          | Movistar Team             | 28 h 25 min 07 s |
| 2e | Nairo Quintana     | Colombie         | Movistar Team             | + 29 s           |
| 3e | Pierre Latour      | France           | AG2R La Mondiale          | + 47 s           |
| 4e | Simon Yates        | Royaume-Uni      | Mitchelton-Scott          | + 47 s           |
| 5e | Marc Soler         | Espagne          | Movistar Team             | + 1 min 10 s     |
| 6e | George Bennett     | Nouvelle-Zélande | LottoNL-Jumbo             | + 1 min 23 s     |
| 7e | Daniel Martínez    | Colombie         | EF Education First-Drapac | + 1 min 29 s     |
| 8e | Steven Kruijswijk  | Pays-Bas         | LottoNL-Jumbo             | + 1 min 31 s     |
| 9e | Jesper Hansen      | Danemark         | Astana                    | + 1 min 31 s     |
| 10e | Thibaut Pinot      | France           | Groupama-FDJ              | + 1 min 34 s     |

### Classements annexes
| Classement de la montagne | Classement de la montagne | Classement de la montagne | Classement de la montagne | Classement de la montagne |
| Coureur                   | Coureur                   | Pays                      | Équipe                    | Points                    |
| ------------------------- | ------------------------- | ------------------------- | ------------------------- | ------------------------- |
| 1er                       | Alejandro Valverde        | Espagne                   | Movistar Team             | 46 pts                    |
| 2e                        | Jordi Simón               | Espagne                   | Burgos-BH                 | 34 pts                    |
| 3e                        | Marc Soler                | Espagne                   | Movistar Team             | 22 pts                    |
| 4e                        | Antonio Molina            | Espagne                   | Caja Rural-Seguros RGA    | 22 pts                    |
| 5e                        | Enric Mas                 | Espagne                   | Quick-Step Floors         | 18 pts                    |
| 6e                        | Maxime Monfort            | Belgique                  | Lotto-Soudal              | 18 pts                    |
| 7e                        | Jarlinson Pantano         | Colombie                  | Trek-Segafredo            | 16 pts                    |
| 8e                        | Antonio Pedrero           | Espagne                   | Movistar Team             | 16 pts                    |
| 9e                        | Daryl Impey               | Afrique du Sud            | Mitchelton-Scott          | 15 pts                    |
| 10e                       | Dan Martin                | Irlande                   | UAE Team Emirates         | 15 pts                    |

| Classement de la montagne | Classement de la montagne | Classement de la montagne | Classement de la montagne | Classement de la montagne |
| Coureur                   | Coureur                   | Pays                      | Équipe                    | Points                    |
| ------------------------- | ------------------------- | ------------------------- | ------------------------- | ------------------------- |
| 1er                       | Alejandro Valverde        | Espagne                   | Movistar Team             | 46 pts                    |
| 2e                        | Jordi Simón               | Espagne                   | Burgos-BH                 | 34 pts                    |
| 3e                        | Marc Soler                | Espagne                   | Movistar Team             | 22 pts                    |
| 4e                        | Antonio Molina            | Espagne                   | Caja Rural-Seguros RGA    | 22 pts                    |
| 5e                        | Enric Mas                 | Espagne                   | Quick-Step Floors         | 18 pts                    |
| 6e                        | Maxime Monfort            | Belgique                  | Lotto-Soudal              | 18 pts                    |
| 7e                        | Jarlinson Pantano         | Colombie                  | Trek-Segafredo            | 16 pts                    |
| 8e                        | Antonio Pedrero           | Espagne                   | Movistar Team             | 16 pts                    |
| 9e                        | Daryl Impey               | Afrique du Sud            | Mitchelton-Scott          | 15 pts                    |
| 10e                       | Dan Martin                | Irlande                   | UAE Team Emirates         | 15 pts                    |

| Classement des sprints | Classement des sprints | Classement des sprints | Classement des sprints | Classement des sprints |
| Coureur                | Coureur                | Pays                   | Équipe                 | Points                 |
| ---------------------- | ---------------------- | ---------------------- | ---------------------- | ---------------------- |
| 1er                    | Lluís Mas              | Espagne                | Caja Rural-Seguros RGA | 13 pts                 |
| 2e                     | Alejandro Valverde     | Espagne                | Movistar Team          | 8 pts                  |
| 3e                     | José Joaquín Rojas     | Espagne                | Movistar Team          | 5 pts                  |
| 4e                     | Tom Bohli              | Suisse                 | BMC Racing Team        | 5 pts                  |
| 5e                     | Diego Rubio            | Espagne                | Burgos-BH              | 3 pts                  |
| 6e                     | Giovanni Visconti      | Italie                 | Bahrain-Merida         | 3 pts                  |
| 7e                     | Louis Vervaeke         | Belgique               | Team Sunweb            | 3 pts                  |
| 8e                     | Cyril Barthe           | France                 | Euskadi-Murias         | 3 pts                  |
| 9e                     | Antonio Molina         | Espagne                | Caja Rural-Seguros RGA | 3 pts                  |
| 10e                    | Maximilian Schachmann  | Allemagne              | Quick-Step Floors      | 2 pts                  |

| Classement des sprints | Classement des sprints | Classement des sprints | Classement des sprints | Classement des sprints |
| Coureur                | Coureur                | Pays                   | Équipe                 | Points                 |
| ---------------------- | ---------------------- | ---------------------- | ---------------------- | ---------------------- |
| 1er                    | Lluís Mas              | Espagne                | Caja Rural-Seguros RGA | 13 pts                 |
| 2e                     | Alejandro Valverde     | Espagne                | Movistar Team          | 8 pts                  |
| 3e                     | José Joaquín Rojas     | Espagne                | Movistar Team          | 5 pts                  |
| 4e                     | Tom Bohli              | Suisse                 | BMC Racing Team        | 5 pts                  |
| 5e                     | Diego Rubio            | Espagne                | Burgos-BH              | 3 pts                  |
| 6e                     | Giovanni Visconti      | Italie                 | Bahrain-Merida         | 3 pts                  |
| 7e                     | Louis Vervaeke         | Belgique               | Team Sunweb            | 3 pts                  |
| 8e                     | Cyril Barthe           | France                 | Euskadi-Murias         | 3 pts                  |
| 9e                     | Antonio Molina         | Espagne                | Caja Rural-Seguros RGA | 3 pts                  |
| 10e                    | Maximilian Schachmann  | Allemagne              | Quick-Step Floors      | 2 pts                  |

| Classement du meilleur jeune | Classement du meilleur jeune | Classement du meilleur jeune | Classement du meilleur jeune | Classement du meilleur jeune |
| Coureur                      | Coureur                      | Pays                         | Équipe                       | Temps                        |
| ---------------------------- | ---------------------------- | ---------------------------- | ---------------------------- | ---------------------------- |
| 1er                          | Pierre Latour                | France                       | AG2R La Mondiale             | 28 h 25 min 54 s             |
| 2e                           | Marc Soler                   | Espagne                      | Movistar Team                | + 23 s                       |
| 3e                           | Daniel Martínez              | Colombie                     | EF Education First-Drapac    | + 42 s                       |
| 4e                           | Ben O'Connor                 | Australie                    | Dimension Data               | + 48 s                       |
| 5e                           | David Gaudu                  | France                       | Groupama-FDJ                 | + 58 s                       |
| 6e                           | Hugh Carthy                  | Royaume-Uni                  | EF Education First-Drapac    | + 1 min 31 s                 |
| 7e                           | Louis Vervaeke               | Belgique                     | Team Sunweb                  | + 2 min 44 s                 |
| 8e                           | Matej Mohorič                | Slovénie                     | Bahrain-Merida               | + 2 min 56 s                 |
| 9e                           | Bjorg Lambrecht              | Belgique                     | Lotto-Soudal                 | + 6 min 17 s                 |
| 10e                          | Jhonatan Narváez             | Équateur                     | Quick-Step Floors            | + 7 min 38 s                 |

| Classement du meilleur jeune | Classement du meilleur jeune | Classement du meilleur jeune | Classement du meilleur jeune | Classement du meilleur jeune |
| Coureur                      | Coureur                      | Pays                         | Équipe                       | Temps                        |
| ---------------------------- | ---------------------------- | ---------------------------- | ---------------------------- | ---------------------------- |
| 1er                          | Pierre Latour                | France                       | AG2R La Mondiale             | 28 h 25 min 54 s             |
| 2e                           | Marc Soler                   | Espagne                      | Movistar Team                | + 23 s                       |
| 3e                           | Daniel Martínez              | Colombie                     | EF Education First-Drapac    | + 42 s                       |
| 4e                           | Ben O'Connor                 | Australie                    | Dimension Data               | + 48 s                       |
| 5e                           | David Gaudu                  | France                       | Groupama-FDJ                 | + 58 s                       |
| 6e                           | Hugh Carthy                  | Royaume-Uni                  | EF Education First-Drapac    | + 1 min 31 s                 |
| 7e                           | Louis Vervaeke               | Belgique                     | Team Sunweb                  | + 2 min 44 s                 |
| 8e                           | Matej Mohorič                | Slovénie                     | Bahrain-Merida               | + 2 min 56 s                 |
| 9e                           | Bjorg Lambrecht              | Belgique                     | Lotto-Soudal                 | + 6 min 17 s                 |
| 10e                          | Jhonatan Narváez             | Équateur                     | Quick-Step Floors            | + 7 min 38 s                 |

| Classement par équipes | Classement par équipes                   | Classement par équipes | Classement par équipes |
| Équipe                 | Équipe                                   | Pays                   | Temps                  |
| ---------------------- | ---------------------------------------- | ---------------------- | ---------------------- |
| 1re                    | Movistar Team                            | Espagne                | 85 h 17 min 39 s       |
| 2e                     | AG2R La Mondiale                         | France                 | + 5 min 02 s           |
| 3e                     | Groupama-FDJ                             | France                 | + 5 min 27 s           |
| 4e                     | Astana                                   | Kazakhstan             | + 6 min 30 s           |
| 5e                     | EF Education First-Drapac p/b Cannondale | États-Unis             | + 8 min 27 s           |
| 6e                     | Mitchelton-Scott                         | Australie              | + 10 min 55 s          |
| 7e                     | Lotto NL-Jumbo                           | Pays-Bas               | + 11 min 39 s          |
| 8e                     | Fortuneo-Samsic                          | France                 | + 12 min 39 s          |
| 9e                     | Manzana Postobón                         | Colombie               | + 14 min 01 s          |
| 10e                    | Quick-Step Floors                        | Belgique               | + 17 min 18 s          |

| Classement par équipes | Classement par équipes                   | Classement par équipes | Classement par équipes |
| Équipe                 | Équipe                                   | Pays                   | Temps                  |
| ---------------------- | ---------------------------------------- | ---------------------- | ---------------------- |
| 1re                    | Movistar Team                            | Espagne                | 85 h 17 min 39 s       |
| 2e                     | AG2R La Mondiale                         | France                 | + 5 min 02 s           |
| 3e                     | Groupama-FDJ                             | France                 | + 5 min 27 s           |
| 4e                     | Astana                                   | Kazakhstan             | + 6 min 30 s           |
| 5e                     | EF Education First-Drapac p/b Cannondale | États-Unis             | + 8 min 27 s           |
| 6e                     | Mitchelton-Scott                         | Australie              | + 10 min 55 s          |
| 7e                     | Lotto NL-Jumbo                           | Pays-Bas               | + 11 min 39 s          |
| 8e                     | Fortuneo-Samsic                          | France                 | + 12 min 39 s          |
| 9e                     | Manzana Postobón                         | Colombie               | + 14 min 01 s          |
| 10e                    | Quick-Step Floors                        | Belgique               | + 17 min 18 s          |

## Évolution des classements
| Étape              | Vainqueur             | Classement général | Classement de la montagne | Classement des sprints | Classement du meilleur jeune | Classement par équipes |
| ------------------ | --------------------- | ------------------ | ------------------------- | ---------------------- | ---------------------------- | ---------------------- |
| 1                  | Álvaro Hodeg          | Álvaro Hodeg       | Wilmar Paredes            | Tom Bohli              | Álvaro Hodeg                 | Bora-Hansgrohe         |
| 2                  | Alejandro Valverde    | Alejandro Valverde | Pierre Latour             | Tom Bohli              | Matej Mohorič                | Bahrain-Merida         |
| 3                  | Thomas De Gendt       | Thomas De Gendt    | Thomas De Gendt           | Lluís Mas              | Matej Mohorič                | Lotto-Soudal           |
| 4                  | Alejandro Valverde    | Alejandro Valverde | Alejandro Valverde        | Lluís Mas              | Egan Bernal                  | Movistar               |
| 5                  | Jarlinson Pantano     | Alejandro Valverde | Alejandro Valverde        | Lluís Mas              | Egan Bernal                  | Movistar               |
| 6                  | Maximilian Schachmann | Alejandro Valverde | Alejandro Valverde        | Lluís Mas              | Egan Bernal                  | Movistar               |
| 7                  | Simon Yates           | Alejandro Valverde | Alejandro Valverde        | Lluís Mas              | Pierre Latour                | Movistar               |
| Classements finals | Classements finals    | Alejandro Valverde | Alejandro Valverde        | Lluís Mas              | Pierre Latour                | Movistar               |

## Classements UCI
Le Tour de Catalogne attribue le même nombre des points pour l'UCI World Tour 2018 (uniquement pour les coureurs membres d'équipes World Tour) et le Classement mondial UCI (pour tous les coureurs).
| Position           | 1er | 2e  | 3e  | 4e  | 5e  | 6e  | 7e  | 8e  | 9e | 10e | 11e | 12e | 13e | 14e | 15e | 16e à 20e | 21e à 30e | 31e à 50e | 51e à 55e | 56e à 60e |
| Classement général | 400 | 320 | 260 | 220 | 180 | 140 | 120 | 100 | 80 | 68  | 56  | 48  | 40  | 32  | 28  | 24        | 16        | 8         | 4         | 2         |
| Par étapes         | 50  | 20  | 8   |     |     |     |     |     |    |     |     |     |     |     |     |           |           |           |           |           |
| Leader             | 8   |     |     |     |     |     |     |     |    |     |     |     |     |     |     |           |           |           |           |           |

| Rang | Coureur            | Équipe                    | Général | Etape | Leader | Total |
| ---- | ------------------ | ------------------------- | ------- | ----- | ------ | ----- |
| 1er  | Alejandro Valverde | Movistar                  | 400     | 100   | 24     | 524   |
| 2e   | Nairo Quintana     | Movistar                  | 320     | 8     |        | 328   |
| 3e   | Simon Yates        | Mitchelton-Scott          | 220     | 70    |        | 290   |
| 4e   | Pierre Latour      | AG2R La Mondiale          | 260     | 8     |        | 268   |
| 5e   | Marc Soler         | Movistar                  | 180     | 20    |        | 200   |
| 6e   | George Bennett     | LottoNL-Jumbo             | 140     | 28    |        | 168   |
| 7e   | Daniel Martínez    | EF Education First-Drapac | 120     |       |        | 120   |
| 8e   | Steven Kruijswijk  | LottoNL-Jumbo             | 100     |       |        | 100   |
| 9e   | Jesper Hansen      | Astana                    | 80      |       |        | 80    |
| 10e  | Thibaut Pinot      | Groupama-FDJ              | 68      | 8     |        | 76    |

### Classements UCI World Tour à l'issue de la course
Ci-dessous, le classement individuel de l'UCI World Tour à l'issue de la course et de Gand-Wevelgem qui se termine le même jour. Le vainqueur du Tour de Catalogne Alejandro Valverde prend la tête du classement devant Peter Sagan, vainqueur à Wevelgem,.
| Rang | Coureur            | Équipe            | Points |
| ---- | ------------------ | ----------------- | ------ |
| 1er  | Alejandro Valverde | Movistar          | 1039   |
| 2e   | Peter Sagan        | Bora-Hansgrohe    | 951    |
| 3e   | Daryl Impey        | Mitchelton-Scott  | 861.57 |
| 4e   | Elia Viviani       | Quick-Step Floors | 817    |
| 5e   | Arnaud Demare      | Groupama-FDJ      | 792    |
| 6e   | Tiesj Benoot       | Lotto-Soudal      | 766    |
| 7e   | Simon Yates        | Mitchelton-Scott  | 760    |
| 8e   | Marc Soler         | Movistar          | 745    |
| 9e   | Michał Kwiatkowski | Sky               | 613.43 |
| 10e  | Vincenzo Nibali    | Bahrain-Merida    | 570    |

| Rang | Équipe            | Points  |
| ---- | ----------------- | ------- |
| 1er  | Quick-Step Floors | 3163    |
| 1er  | Mitchelton-Scott  | 3139.99 |
| 3e   | Movistar          | 2677    |
| 4e   | BMC Racing        | 2385.99 |
| 5e   | Bora-Hansgrohe    | 2333    |
| 6e   | Sky               | 2096.01 |
| 7e   | Bahrain-Merida    | 2067    |
| 8e   | Lotto-Soudal      | 1696    |
| 9e   | AG2R La Mondiale  | 1613    |
| 10e  | Astana            | 1404    |

## Liste des participants
| Légende                          | Légende                                                                                                  | Légende                                | Légende                                                                                                  |
| -------------------------------- | --- | -------------------------------------- | --- |
| Num                              | Dossard de départ porté par le coureur sur ce Tour de Catalogne                                          | Pos                                    | Position finale au classement général                                                                    |
| Leader du classement général     | Indique le vainqueur du classement général                                                               | Leader du classement de la montagne    | Indique le vainqueur du classement de la montagne                                                        |
| Leader du classement des sprints | Indique le vainqueur du classement des sprints                                                           | Leader du classement du meilleur jeune | Indique le vainqueur du classement du meilleur jeune                                                     |
|                                  | Indique un maillot de champion national ou mondial, suivi de sa spécialité                               | #                                      | Indique la meilleure équipe                                                                              |
| NP                               | Indique un coureur qui n'a pas pris le départ d'une étape, suivi du numéro de l'étape où il s'est retiré | AB                                     | Indique un coureur qui n'a pas terminé une étape, suivi du numéro de l'étape où il s'est retiré          |
| HD                               | Indique un coureur qui a terminé une étape hors des délais, suivi du numéro de l'étape                   | *                                      | Indique un coureur en lice pour le classement du meilleur jeune (coureurs nés après le 1er janvier 1993) |

| Movistar # MOV                        | Movistar # MOV           | Movistar # MOV |
| ------------------------------------- | ------------------------ | -------------- |
| Num                                   | Coureur                  | Pos            |
| 1                                     | Alejandro Valverde (ESP) | 1er            |
| 2                                     | Nairo Quintana (COL)     | 2e             |
| 3                                     | José Joaquín Rojas (ESP) | 54e            |
| 4                                     | Winner Anacona (COL)     | 62e            |
| 5                                     | Imanol Erviti (ESP)      | 108e           |
| 6                                     | Marc Soler (ESP)*        | 5e             |
| 7                                     | Antonio Pedrero (ESP)    | 105e           |
| Directeur sportif : José Luis Arrieta |                          |                |

| Sky SKY                             | Sky SKY                    | Sky SKY |
| ----------------------------------- | -------------------------- | ------- |
| Num                                 | Coureur                    | Pos     |
| 11                                  | Sergio Henao (COL) (Route) | 28e     |
| 12                                  | Tao Geoghegan Hart (GBR)*  | 52e     |
| 13                                  | Sebastián Henao (COL)*     | AB-7    |
| 14                                  | Philip Deignan (IRL)       | AB-5    |
| 15                                  | Kenny Elissonde (FRA)      | AB-7    |
| 16                                  | Egan Bernal (COL) (Clm)*   | AB-7    |
| 17                                  | David López García (ESP)   | AB-7    |
| Directeur sportif : Brett Lancaster |                            |         |

| Quick-Step Floors QST          | Quick-Step Floors QST           | Quick-Step Floors QST |
| ------------------------------ | ------------------------------- | --------------------- |
| Num                            | Coureur                         | Pos                   |
| 21                             | Bob Jungels (LUX) (Route)       | 23e                   |
| 22                             | Enric Mas (ESP)*                | 43e                   |
| 23                             | Jhonatan Narváez (ECU) (Route)* | 33e                   |
| 24                             | Maximilian Schachmann (GER)*    | 67e                   |
| 25                             | Michael Mørkøv (DEN)            | AB-7                  |
| 26                             | Álvaro Hodeg (COL)*             | HD-4                  |
| 27                             | James Knox (GBR)*               | 77e                   |
| Directeur sportif : Brian Holm |                                 |                       |

| BMC Racing BMC                   | BMC Racing BMC            | BMC Racing BMC |
| -------------------------------- | ------------------------- | -------------- |
| Num                              | Coureur                   | Pos            |
| 31                               | Tejay van Garderen (USA)  | 17e            |
| 32                               | Brent Bookwalter (USA)    | 36e            |
| 33                               | Nicolas Roche (IRL)       | 71e            |
| 34                               | Tom Bohli (SUI)*          | 103e           |
| 35                               | Danilo Wyss (SUI)         | 76e            |
| 36                               | Miles Scotson (AUS)*      | AB-4           |
| 37                               | Joey Rosskopf (USA) (Clm) | AB-7           |
| Directeur sportif : Valerio Piva |                           |                |

| Sunweb SUN                       | Sunweb SUN                | Sunweb SUN |
| -------------------------------- | ------------------------- | ---------- |
| Num                              | Coureur                   | Pos        |
| 41                               | Louis Vervaeke (BEL)*     | 18e        |
| 42                               | Laurens ten Dam (NED)     | 64e        |
| 43                               | Max Walscheid (GER)*      | HD-4       |
| 44                               | Chris Hamilton (AUS)*     | 106e       |
| 45                               | Johannes Fröhlinger (GER) | 101e       |
| 46                               | Jai Hindley (AUS)*        | 70e        |
| 47                               | Michael Storer (AUS)*     | 72e        |
| Directeur sportif : Luke Roberts |                           |            |

| Trek-Segafredo TFS                  | Trek-Segafredo TFS       | Trek-Segafredo TFS |
| ----------------------------------- | ------------------------ | ------------------ |
| Num                                 | Coureur                  | Pos                |
| 51                                  | Jarlinson Pantano (COL)  | 42e                |
| 52                                  | Peter Stetina (USA)      | 84e                |
| 53                                  | Tsgabu Grmay (ETH) (Clm) | 41e                |
| 54                                  | Laurent Didier (LUX)     | AB-7               |
| 55                                  | Niklas Eg (DEN)*         | AB-7               |
| 56                                  | Markel Irizar (ESP)      | AB-7               |
| 57                                  | Toms Skujins (LAT)       | 92e                |
| Directeur sportif : Steven de Jongh |                          |                    |

| Mitchelton-Scott MTS                 | Mitchelton-Scott MTS          | Mitchelton-Scott MTS |
| ------------------------------------ | ----------------------------- | -------------------- |
| Num                                  | Coureur                       | Pos                  |
| 61                                   | Simon Yates (GBR)             | 4e                   |
| 62                                   | Adam Yates (GBR)              | NP-4                 |
| 63                                   | Esteban Chaves (COL)          | AB-7                 |
| 64                                   | Robert Power (AUS)*           | 40e                  |
| 65                                   | Jack Haig (AUS)*              | 55e                  |
| 66                                   | Daryl Impey (RSA) (Route/Clm) | 48e                  |
| 67                                   | Carlos Verona (ESP)           | 19e                  |
| Directeur sportif : David McPartland |                               |                      |

| Bora-Hansgrohe BOH                  | Bora-Hansgrohe BOH               | Bora-Hansgrohe BOH |
| ----------------------------------- | -------------------------------- | ------------------ |
| Num                                 | Coureur                          | Pos                |
| 71                                  | Sam Bennett (IRL)                | 109e               |
| 72                                  | Davide Formolo (ITA)             | AB-7               |
| 73                                  | Paweł Poljański (POL)            | 58e                |
| 74                                  | Gregor Mühlberger (AUT) (Route)* | AB-5               |
| 75                                  | Aleksejs Saramotins (LAT) (Clm)  | HD-4               |
| 76                                  | Cesare Benedetti (ITA)           | 98e                |
| 77                                  | Jay McCarthy (AUS)               | 80e                |
| Directeur sportif : Christian Pömer |                                  |                    |

| AG2R La Mondiale ALM                 | AG2R La Mondiale ALM       | AG2R La Mondiale ALM |
| ------------------------------------ | -------------------------- | -------------------- |
| Num                                  | Coureur                    | Pos                  |
| 81                                   | Mathias Frank (SUI)        | 14e                  |
| 82                                   | Pierre Latour (FRA) (Clm)* | 3e                   |
| 83                                   | Ben Gastauer (LUX)         | 44e                  |
| 84                                   | Mikaël Cherel (FRA)        | 21e                  |
| 85                                   | Axel Domont (FRA)          | AB-7                 |
| 86                                   | François Bidard (FRA)      | 91e                  |
| 87                                   | Clément Chevrier (FRA)     | AB-7                 |
| Directeur sportif : Stéphane Goubert |                            |                      |

| EF Education First-Drapac EFD   | EF Education First-Drapac EFD | EF Education First-Drapac EFD |
| ------------------------------- | ----------------------------- | ----------------------------- |
| Num                             | Coureur                       | Pos                           |
| 91                              | Pierre Rolland (FRA)          | AB-7                          |
| 92                              | Michael Woods (CAN)           | 78e                           |
| 93                              | Daniel Martínez (COL)*        | 7e                            |
| 94                              | Nathan Brown (USA)            | 81e                           |
| 95                              | Hugh Carthy (GBR)*            | 13e                           |
| 96                              | Alex Howes (USA)              | 102e                          |
| 97                              | Joe Dombrowski (USA)          | 57e                           |
| Directeur sportif : Tom Southam |                               |                               |

| Katusha-Alpecin TKA               | Katusha-Alpecin TKA       | Katusha-Alpecin TKA |
| --------------------------------- | ------------------------- | ------------------- |
| Num                               | Coureur                   | Pos                 |
| 101                               | Jhonatan Restrepo (COL)*  | HD-4                |
| 102                               | Robert Kišerlovski (CRO)  | 56e                 |
| 103                               | Mads Würtz Schmidt (DEN)* | AB-7                |
| 104                               | Maxim Belkov (RUS)        | HD-4                |
| 105                               | Steff Cras (BEL)*         | 38e                 |
| 106                               | Matteo Fabbro (ITA)*      | AB-7                |
| 107                               | Willie Smit (RSA)         | 94e                 |
| Directeur sportif : Claudio Cozzi |                           |                     |

| UAE Emirates UAD                   | UAE Emirates UAD           | UAE Emirates UAD |
| ---------------------------------- | -------------------------- | ---------------- |
| Num                                | Coureur                    | Pos              |
| 111                                | Daniel Martin (IRL)        | 37e              |
| 112                                | Fabio Aru (ITA) (Route)    | NP-6             |
| 113                                | Darwin Atapuma (COL)       | 65e              |
| 114                                | Vegard Stake Laengen (NOR) | 45e              |
| 115                                | Roberto Ferrari (ITA)      | AB-7             |
| 116                                | Rory Sutherland (AUS)      | AB-7             |
| 117                                | Edward Ravasi (ITA)*       | 96e              |
| Directeur sportif : José Fernandez |                            |                  |

| Lotto-Soudal LTS                | Lotto-Soudal LTS       | Lotto-Soudal LTS |
| ------------------------------- | ---------------------- | ---------------- |
| Num                             | Coureur                | Pos              |
| 121                             | James Shaw (GBR)*      | 97e              |
| 122                             | Thomas De Gendt (BEL)  | AB-7             |
| 123                             | Sander Armée (BEL)     | 59e              |
| 124                             | Maxime Monfort (BEL)   | 69e              |
| 125                             | Jelle Vanendert (BEL)  | 34e              |
| 126                             | Adam Hansen (AUS)      | 104e             |
| 127                             | Bjorg Lambrecht (BEL)* | 27e              |
| Directeur sportif : Bart Leysen |                        |                  |

| Bahrain-Merida TBM                  | Bahrain-Merida TBM       | Bahrain-Merida TBM |
| ----------------------------------- | ------------------------ | ------------------ |
| Num                                 | Coureur                  | Pos                |
| 131                                 | Matej Mohorič (SLO)*     | 20e                |
| 132                                 | Giovanni Visconti (ITA)  | 50e                |
| 133                                 | Niccolò Bonifazio (ITA)* | AB-7               |
| 134                                 | Grega Bole (SLO)         | NP-4               |
| 135                                 | Enrico Gasparotto (ITA)  | 29e                |
| 136                                 | Valerio Agnoli (ITA)     | AB-7               |
| 137                                 | Domen Novak (SLO)*       | 107e               |
| Directeur sportif : Harald Morscher |                          |                    |

| Astana AST                          | Astana AST               | Astana AST |
| ----------------------------------- | ------------------------ | ---------- |
| Num                                 | Coureur                  | Pos        |
| 141                                 | Jesper Hansen (DEN)      | 9e         |
| 142                                 | Peio Bilbao (ESP)        | 47e        |
| 143                                 | Sergey Chernetskiy (RUS) | 49e        |
| 144                                 | Andrey Zeits (KAZ)       | 22e        |
| 145                                 | Nikita Stalnov (KAZ)     | AB-7       |
| 146                                 | Andriy Grivko (UKR)      | AB-7       |
| 147                                 | Jan Hirt (CZE)           | 25e        |
| Directeur sportif : Alexandr Shefer |                          |            |

| Lotto NL-Jumbo TLJ                | Lotto NL-Jumbo TLJ      | Lotto NL-Jumbo TLJ |
| --------------------------------- | ----------------------- | ------------------ |
| Num                               | Coureur                 | Pos                |
| 151                               | Steven Kruijswijk (NED) | 8e                 |
| 152                               | George Bennett (NZL)    | 6e                 |
| 153                               | Bram Tankink (NED)      | AB-7               |
| 154                               | Stef Clement (NED)      | 68e                |
| 155                               | Robert Gesink (NED)     | AB-2               |
| 156                               | Floris De Tier (BEL)    | 66e                |
| 157                               | Bert-Jan Lindeman (NED) | AB-4               |
| Directeur sportif : Frans Maassen |                         |                    |

| Groupama-FDJ GFC                    | Groupama-FDJ GFC            | Groupama-FDJ GFC |
| ----------------------------------- | --------------------------- | ---------------- |
| Num                                 | Coureur                     | Pos              |
| 161                                 | Thibaut Pinot (FRA)         | 10e              |
| 162                                 | Sébastien Reichenbach (SUI) | 31e              |
| 163                                 | David Gaudu (FRA)*          | 12e              |
| 164                                 | Arthur Vichot (FRA)         | AB-6             |
| 165                                 | Georg Preidler (AUT) (Clm)  | 26e              |
| 166                                 | William Bonnet (FRA)        | AB-7             |
| 167                                 | Jérémy Roy (FRA)            | 112e             |
| Directeur sportif : Thierry Bricaud |                             |                  |

| Dimension Data DDD                 | Dimension Data DDD               | Dimension Data DDD |
| ---------------------------------- | -------------------------------- | ------------------ |
| Num                                | Coureur                          | Pos                |
| 171                                | Louis Meintjes (RSA)             | 51e                |
| 172                                | Merhawi Kudus (ERI)*             | AB-7               |
| 173                                | Igor Antón (ESP)                 | 85e                |
| 174                                | Jacques Janse van Rensburg (RSA) | AB-7               |
| 175                                | Ben O'Connor (AUS)               | 11e                |
| 176                                | Natnael Berhane (ERI)            | AB-4               |
| 177                                | Steve Cummings (GBR) (Route/Clm) | AB-5               |
| Directeur sportif : Alex Sans Vega |                                  |                    |

| Burgos-BH BBH                   | Burgos-BH BBH               | Burgos-BH BBH |
| ------------------------------- | --------------------------- | ------------- |
| Num                             | Coureur                     | Pos           |
| 181                             | Silvio Herklotz (GER)*      | AB-4          |
| 182                             | Jorge Cubero (ESP)          | 100e          |
| 183                             | Jesús Ezquerra (ESP)        | AB-4          |
| 184                             | Igor Merino (ESP)           | AB-7          |
| 185                             | Diego Rubio Hernández (ESP) | 75e           |
| 186                             | Pablo Torres (ESP)          | 93e           |
| 187                             | Jordi Simón (ESP)           | 90e           |
| Directeur sportif : José Cabedo |                             |               |

| Caja Rural-Seguros RGA CJR             | Caja Rural-Seguros RGA CJR | Caja Rural-Seguros RGA CJR |
| -------------------------------------- | -------------------------- | -------------------------- |
| Num                                    | Coureur                    | Pos                        |
| 191                                    | Lluís Mas (ESP)            | 79e                        |
| 192                                    | Antonio Molina (ESP)       | 113e                       |
| 193                                    | Sergio Pardilla (ESP)      | 32e                        |
| 194                                    | Cristian Rodríguez (ESP)*  | AB-4                       |
| 195                                    | Nick Schultz (AUS)*        | 53e                        |
| 196                                    | Joaquim Silva (POR)        | 83e                        |
| 197                                    | Fabricio Ferrari (URU)     | 73e                        |
| Directeur sportif : Eugenio Goikoetxea |                            |                            |

| Euskadi Basque Country-Murias EUS | Euskadi Basque Country-Murias EUS | Euskadi Basque Country-Murias EUS |
| --------------------------------- | --------------------------------- | --------------------------------- |
| Num                               | Coureur                           | Pos                               |
| 201                               | Mikel Bizkarra (ESP)              | 82e                               |
| 202                               | Garikoitz Bravo (ESP)             | AB-7                              |
| 203                               | Cyril Barthe (FRA)*               | 110e                              |
| 204                               | Héctor Sáez (ESP)*                | HD-4                              |
| 205                               | Julen Irizar (ESP)*               | HD-4                              |
| 206                               | Enrique Sanz (ESP)                | 111e                              |
| 207                               | Eduard Prades (ESP)               | 60e                               |
| Directeur sportif : Rubén Pérez   |                                   |                                   |

| Cofidis COF                         | Cofidis COF                | Cofidis COF |
| ----------------------------------- | -------------------------- | ----------- |
| Num                                 | Coureur                    | Pos         |
| 211                                 | Dorian Godon (FRA)*        | 86e         |
| 212                                 | Mathias Le Turnier (FRA)*  | AB-7        |
| 213                                 | Daniel Teklehaimanot (ERI) | 99e         |
| 214                                 | Guillaume Bonnafond (FRA)  | 95e         |
| 215                                 | Nacer Bouhanni (FRA)       | NP-2        |
| 216                                 | Stéphane Rossetto (FRA)    | AB-7        |
| 217                                 | Daniel Navarro (ESP)       | 39e         |
| Directeur sportif : Roberto Damiani |                            |             |

| Israel Cycling Academy ICA         | Israel Cycling Academy ICA   | Israel Cycling Academy ICA |
| ---------------------------------- | ---------------------------- | -------------------------- |
| Num                                | Coureur                      | Pos                        |
| 221                                | Ben Hermans (BEL)            | 16e                        |
| 222                                | Rubén Plaza (ESP)            | AB-7                       |
| 223                                | Zakkari Dempster (AUS)       | NP-6                       |
| 224                                | José Manuel Díaz (ESP)*      | 63e                        |
| 225                                | Nathan Earle (AUS)           | 61e                        |
| 226                                | Roy Goldstein (ISR) (Route)* | AB-4                       |
| 227                                | Daniel Turek (CZE)*          | AB-5                       |
| Directeur sportif : Óscar Guerrero |                              |                            |

| Manzana Postobón MZN                          | Manzana Postobón MZN  | Manzana Postobón MZN |
| --------------------------------------------- | --------------------- | -------------------- |
| Num                                           | Coureur               | Pos                  |
| 231                                           | Hernán Aguirre (COL)* | 46e                  |
| 232                                           | Jetse Bol (NED)       | AB-7                 |
| 233                                           | Fabio Duarte (COL)    | AB-7                 |
| 234                                           | Jhojan García (COL)*  | 35e                  |
| 235                                           | Wilmar Paredes (COL)* | 87e                  |
| 236                                           | Aldemar Reyes (COL)*  | 88e                  |
| 237                                           | Ricardo Vilela (POR)  | 24e                  |
| Directeur sportif : Luis Fernando Saldarriaga |                       |                      |

| Fortuneo-Samsic FST               | Fortuneo-Samsic FST  | Fortuneo-Samsic FST |
| --------------------------------- | -------------------- | ------------------- |
| Num                               | Coureur              | Pos                 |
| 241                               | Warren Barguil (FRA) | 15e                 |
| 242                               | Jérémy Maison (FRA)* | 74e                 |
| 243                               | Sindre Lunke (NOR)*  | 89e                 |
| 244                               | Élie Gesbert (FRA)*  | AB-6                |
| 245                               | Benoît Jarrier (FRA) | AB-7                |
| 246                               | Amaël Moinard (FRA)  | 30e                 |
| 247                               | Florian Vachon (FRA) | AB-7                |
| Directeur sportif : Yvon Ledanois |                      |                     |